# Nambe Pueblo

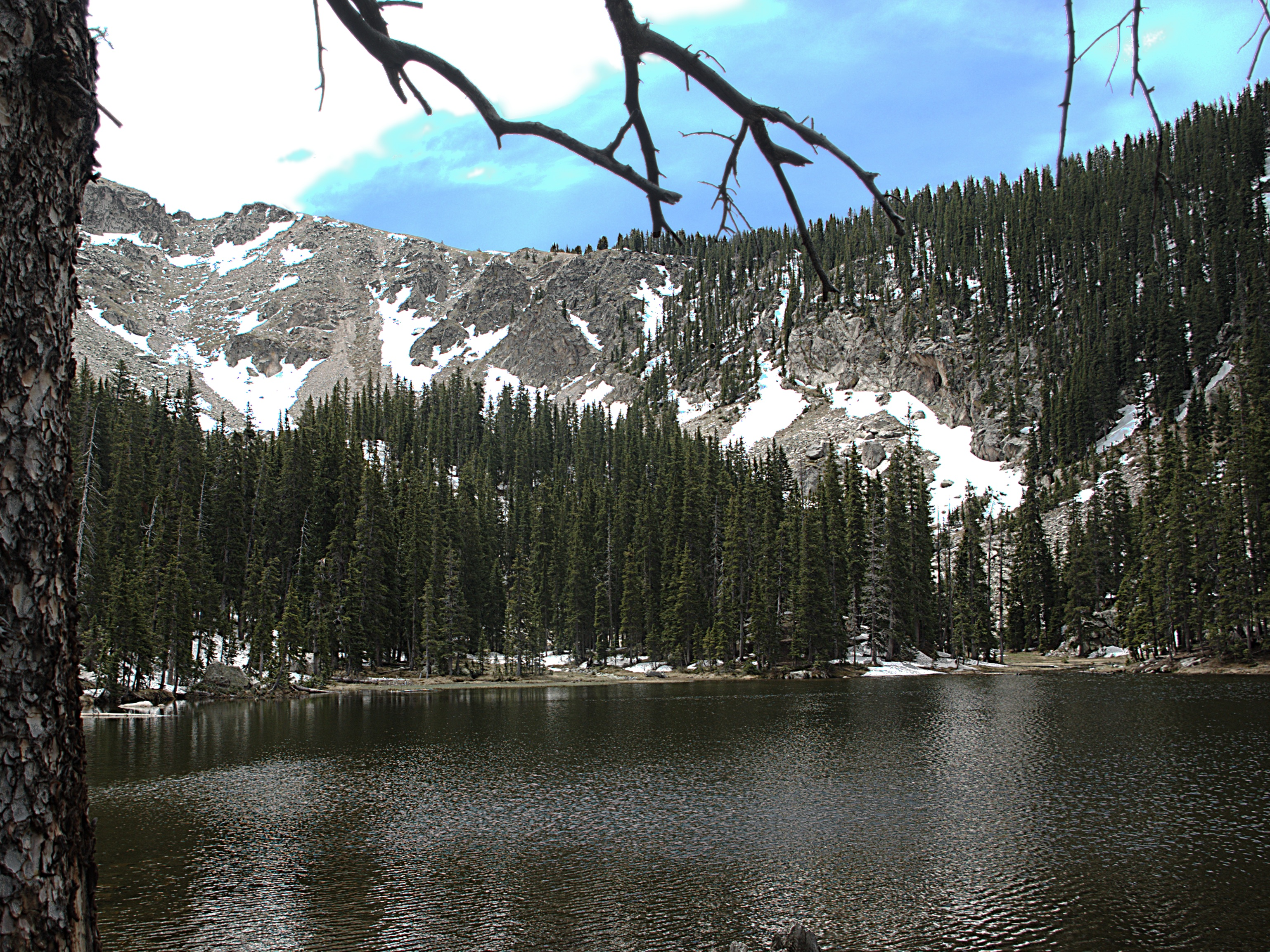
Lago di Nambe

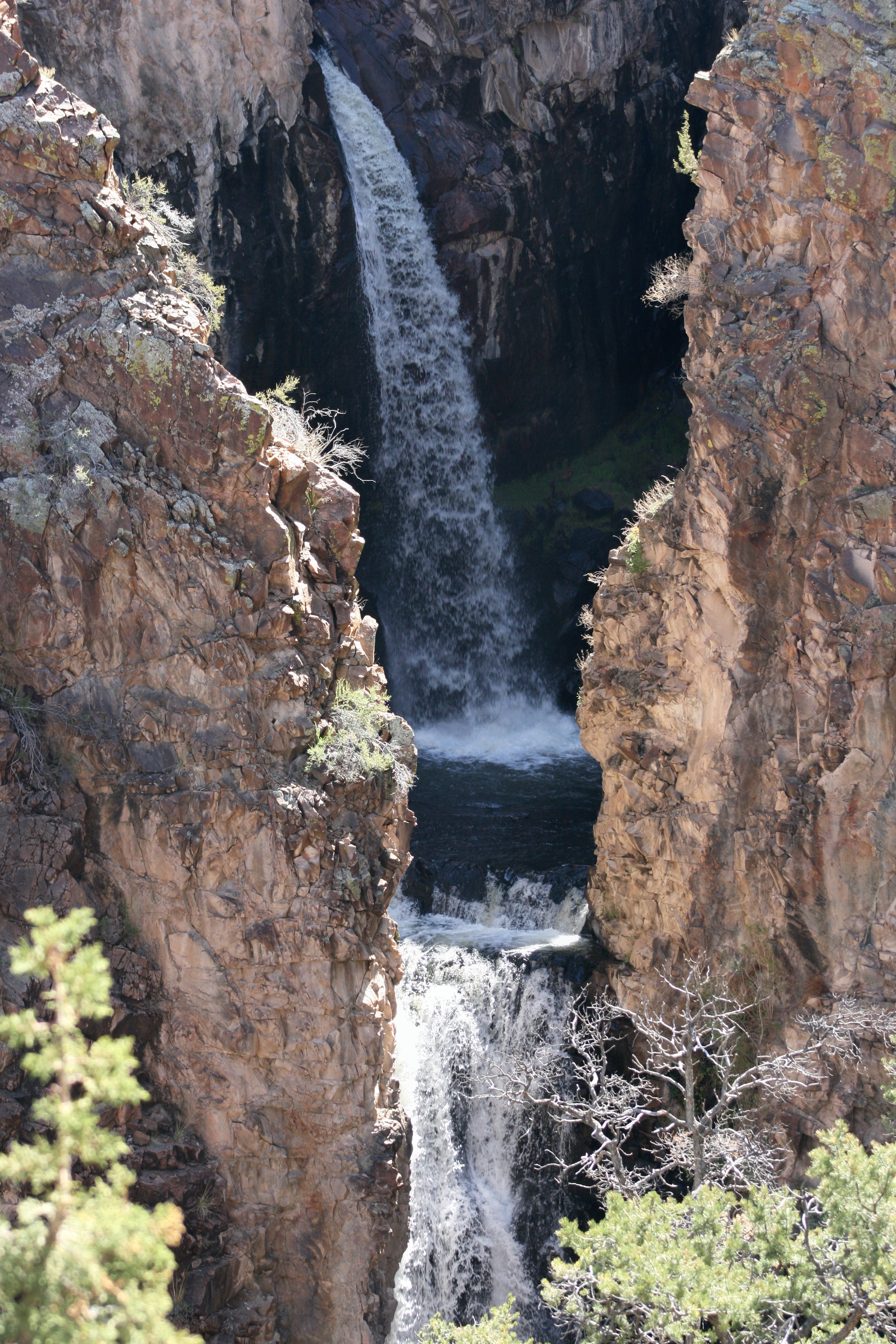
Cascate di Nambe

Nambe Pueblo è un'area non incorporata degli Stati Uniti d'America, nella  Contea di Santa Fe nello stato del Nuovo Messico. Secondo i dati dello United States Census Bureau riferito all'anno 2000, ha una popolazione di 1.764 abitanti su un'area totale di 83 km².
Il Pueblo di Nambe è uno degli Otto Pueblo Settentrionali.

## Geografia fisica
Nambe Pueblo è situato a circa 30 km a nord di Santa Fe, alla base dei Monti Sangre de Cristo.
L'area di circa 83 km² costituisce la riserva indiana dei pueblo Nambe e prende il nome di Nambe Pueblo and Off-Reservation Trust Land. I Publo di Nambe fanno parte del gruppo dei Tewa e parlano una lingua della famiglia delle lingue Kiowa-Tano detta Lingua Tewa.
A circa 10 km a sud-est di Nambe si trova il lago artificiale di Nambe realizzato con uno sbarramento sul Rio Nambe. A valle del lago, in direzione nord-ovest il Rio Nambe forma delle suggestive cascate con un doppio salto di cui il più alto di circa 30 metri. Nei pressi delle cascate è presente un'area ricreativa ove è possibile praticare campeggio.
Il pueblo è inserito nel Registro nazionale dei luoghi storici degli Stati Uniti.

## Storia
Il nome Nambe deriva dallo spagnolo Nambé che deriva a sua volta dal nome Tewa nambe (pronunciato /ˈnɑːmbeɪ/) che significa terra rotonda. Per cui il nome antico di Nambe-ongwee può essere interpretato come "popolo della terra rotonda".
I dati storici su Nambe Pueblo sono relativamente pochi e ricerche archeologiche nell'area sono state fatte sono in minima parte.
Le fonti più antiche sono o documenti ecclesiastici che fanno una breve citazione del Pueblo, o resoconti militari che includono il nome in una lista di luoghi visitati. Le informazioni più numerose sono quelle che vengono da Francesco Dominguez che nel 1776 fece un ampio viaggio nella regione.
La prima chiesa fu costruita in Nambe dai Francescani agli inizi del Seicento. Questa chiesa fu distrutta durante la rivolta Pueblo del 1680 durante la quale furono uccisi i preti che vi si trovavano. Una seconda chiesa venne costruita nel 1729 e rimase fino al 1909 quando fu distrutta da una tempesta. L'attuale chiesa, dedicata al Sacro Cuore, fu realizzata nel 1975.